# 島病院
島病院（しまびょういん）は、広島県広島市中区大手町にある診療所のかつての名であり、現在は通称。現在の正式名称は島内科医院（しまないかいいん）。広島市への原子爆弾投下の爆心地として知られる。
1933年、島薫（外科医）によって「島病院」を開業。当初、診療科は外科であった。1945年、原爆により壊滅したが、1948年、同地に再建された。1977年、薫が死去、息子である一秀（外科医）が跡を継いで2代目院長となった。のちに「島外科」に名を改め、1990年代に病棟を建て替えた際に病床数を減らし診療所になった。2009年、薫の孫である秀行（内科医）が継いで3代目院長となった際に「島外科内科」となり、2017年以降は「島内科」になった。

## 診療科
- 内科[2]
- 消化器内科（胃腸科）[2]

## 沿革

### 開院

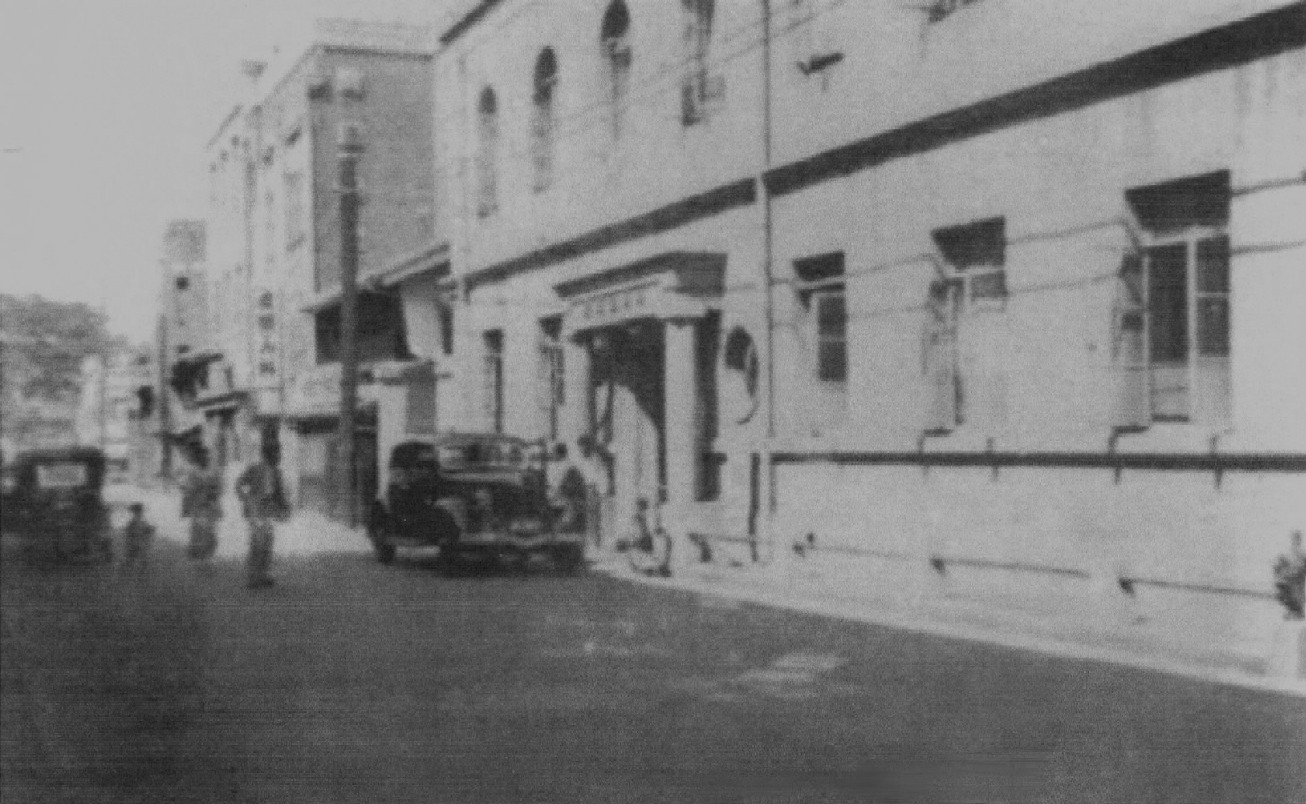
1943年頃の島病院正面

島病院は、1933年8月31日、広島市細工町29-2（現：中区大手町1丁目5-25）に外科病院として開院した。
敷地面積1,320m2。設計、施工は不明。アメリカの病院を模し、正面玄関両脇の円柱と丸窓を特徴とするモダンなデザインが取り入れられた。レンガ造りの2階建で、病室は50部屋あった。壁厚は1m以上あり、薫は「空襲に耐えうる」と自慢していたという。
当時の最先端の医療設備を揃え、診察室・手術室、さらに当時としては珍しい洋室・豪華な特別室もあった。病床は、個室から6人部屋までの15部屋、その他木造の施療（困窮患者向け）が7室あった。中庭があり、近所の子どもが遊んでいたという。その中には患者を楽しませるために猿が5〜6匹飼われていた。
当時の開院挨拶状には「廣島郵便局東側に於いて外科病院を經營」「外科一般特に内臟外科の診療に從事」とある。薫は病院を建てる際には、アメリカ留学時代に感銘を受けたセント・メアリーズ病院（現メイヨー・クリニック）の運営方針を範とし、患者が低料金で治療・入院が受けられるように工夫したという。当時、薫は広島の外科のリーダー的存在の一人であり技術は広く知られていたこと、当時市中心部で外科の外来が少なかったため、島病院には連日多くの患者が訪れていた。病室はいつも満員だったという。看護婦は10人ぐらいいて住み込みだった。
斜向かいには清病院があった。また薫の妹夫婦も隣町の猿楽町で開業医をしていた。

### 被爆
1945年8月5日、薫と付添看護婦1人は世羅郡甲山町（現：世羅町）にある知人の病院に出張診療（出張手術）に出かけていた。長男一秀（2代目院長）など島の子どもたちは学童疎開していた。
1945年8月6日8時15分、広島市への原子爆弾投下。島病院が爆心地となった。病院は玄関の柱を残して全壊した。看護師や患者約80人が亡くなった。
当日に「広島全壊」の報を受けた薫ら2人は、その日の夜（6日夜）に島病院（跡地）へ戻った。その際の状況は、薫の回想録では次のように述べられている。
玄関の門柱そばの黒焦の遺体は、金歯から婦長であることはわかった。ただ他の人は全くわからず、付添の看護婦は後のインタビューで他の人は皆下敷きになったと答えている。
薫は病院の焼け跡に消息を知らせる伝言板を書き、そして（当初は安否が分からなかったため）関係者を探して歩いた。薫は、焼け残った銀行などに寝泊まりしながら、救護所となった袋町国民学校（島病院より約460メートル、現：広島市立袋町小学校）で被爆者の救護活動に従事した。
1948年、病院は物資の乏しい中で木造モルタル2階建てで同所に再建された。薫は戦後、被爆について家族にもあまり語らなかったという。戦後書いた回想録の中には
という言葉を遺している。薫の孫の秀行（3代目院長）は2020年取材に対して「時代や周りの景色が変わっても、戦前同様、この地で地域医療に奉仕していく」とコメントしている。

### 爆心地

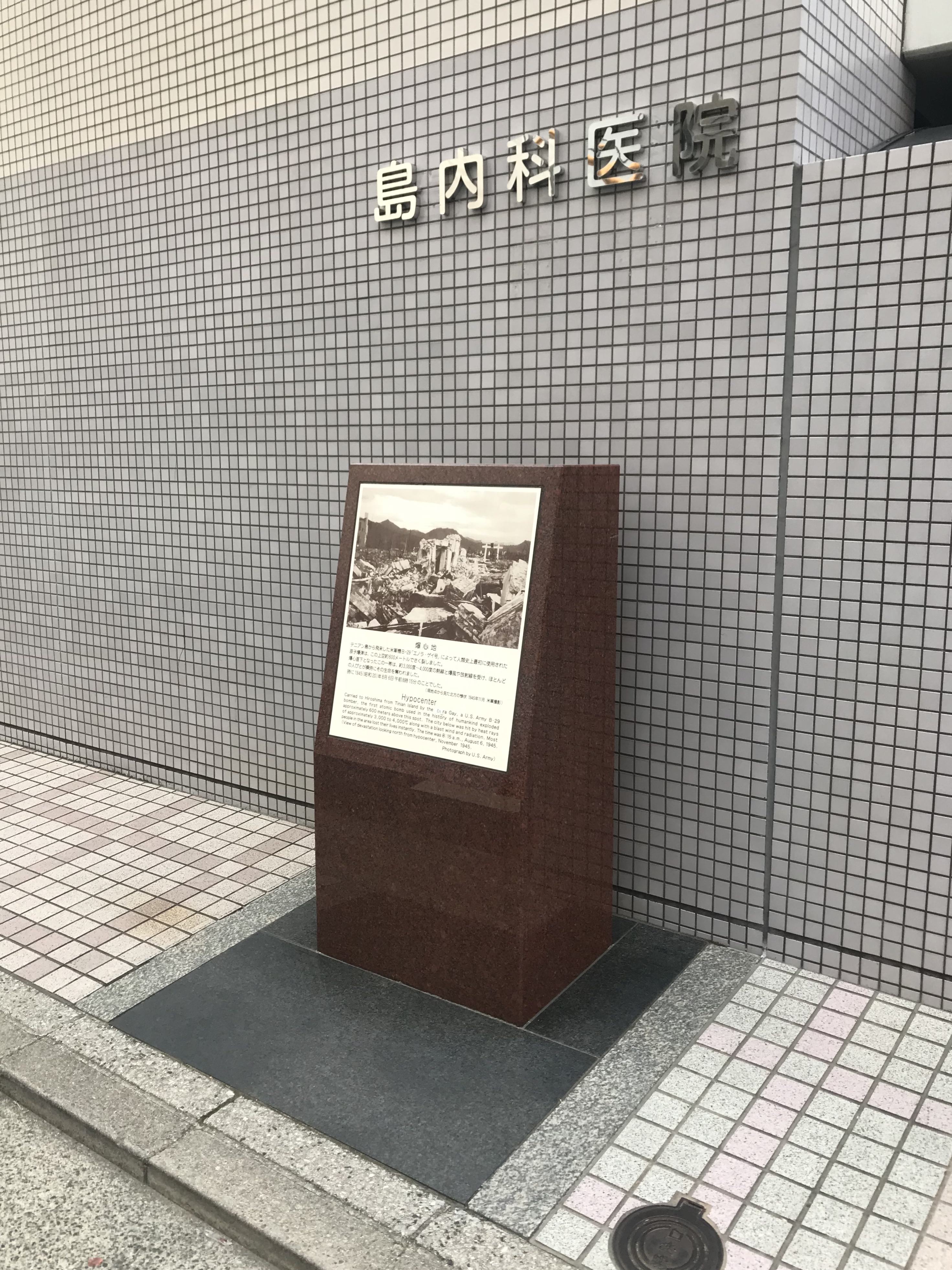
爆心地を示すモニュメント

島病院が爆心地だと最初に公表したのは、1945年10月学術調査団として現地入りした理化学研究所所員になる。座標値は、HARRY H. HUBBELL, Jr.らがアメリカ陸軍地図を再調査して1969年ABCCが公表した報告書“The Epicenters of the atomic bombs（原子爆弾の炸裂点）”が基になっている。
これを現行の日本測地系2011に落とし込んだ2020年公表の報告書によると、当時の島病院の中庭付近、現在の島内科医院南側にある大手町中央駐車場の出口南側が爆心地にあたる。座標値は、北緯34度23分40.537秒 東経132度27分17.269秒 / 北緯34.39459361度 東経132.45479694度である。
1981年、病院前に広島市によって銅板レリーフ写真付きの説明板が設置される。広島平和記念資料館には島薫が寄贈した島病院の被爆瓦が収蔵されている。島家には被爆遺構として手水鉢が残されている。

## ギャラリー

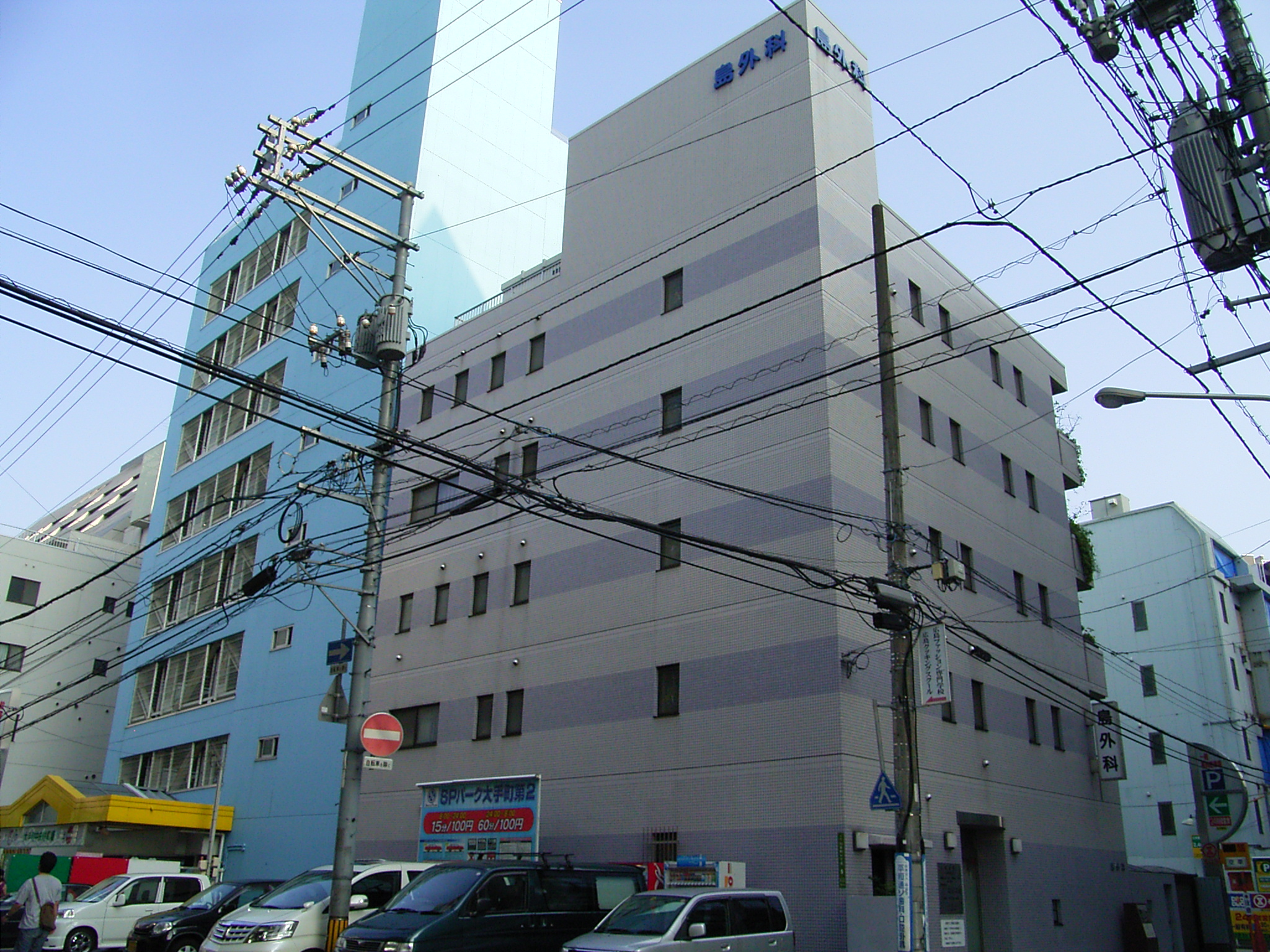
島外科時代
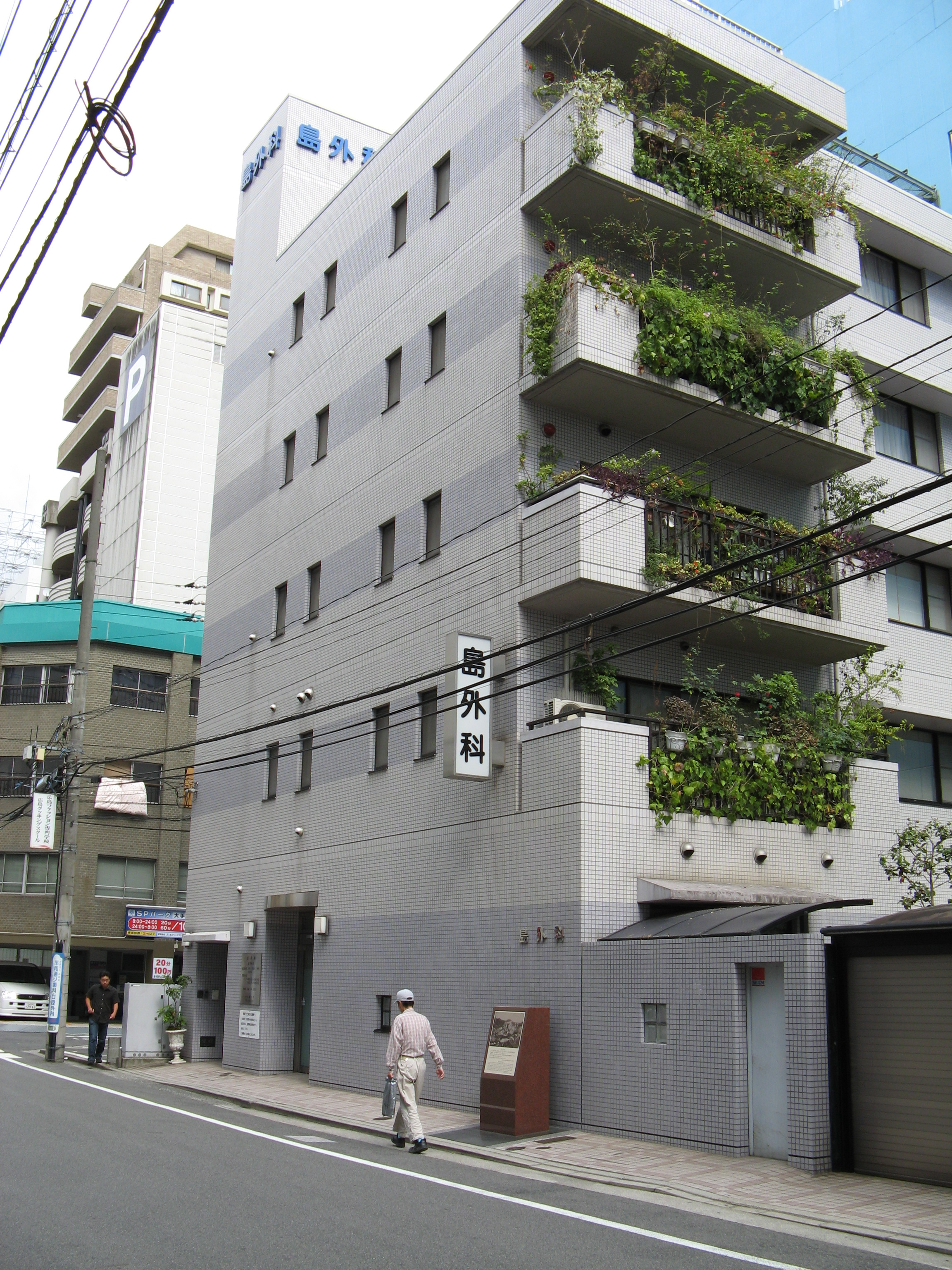
島外科時代
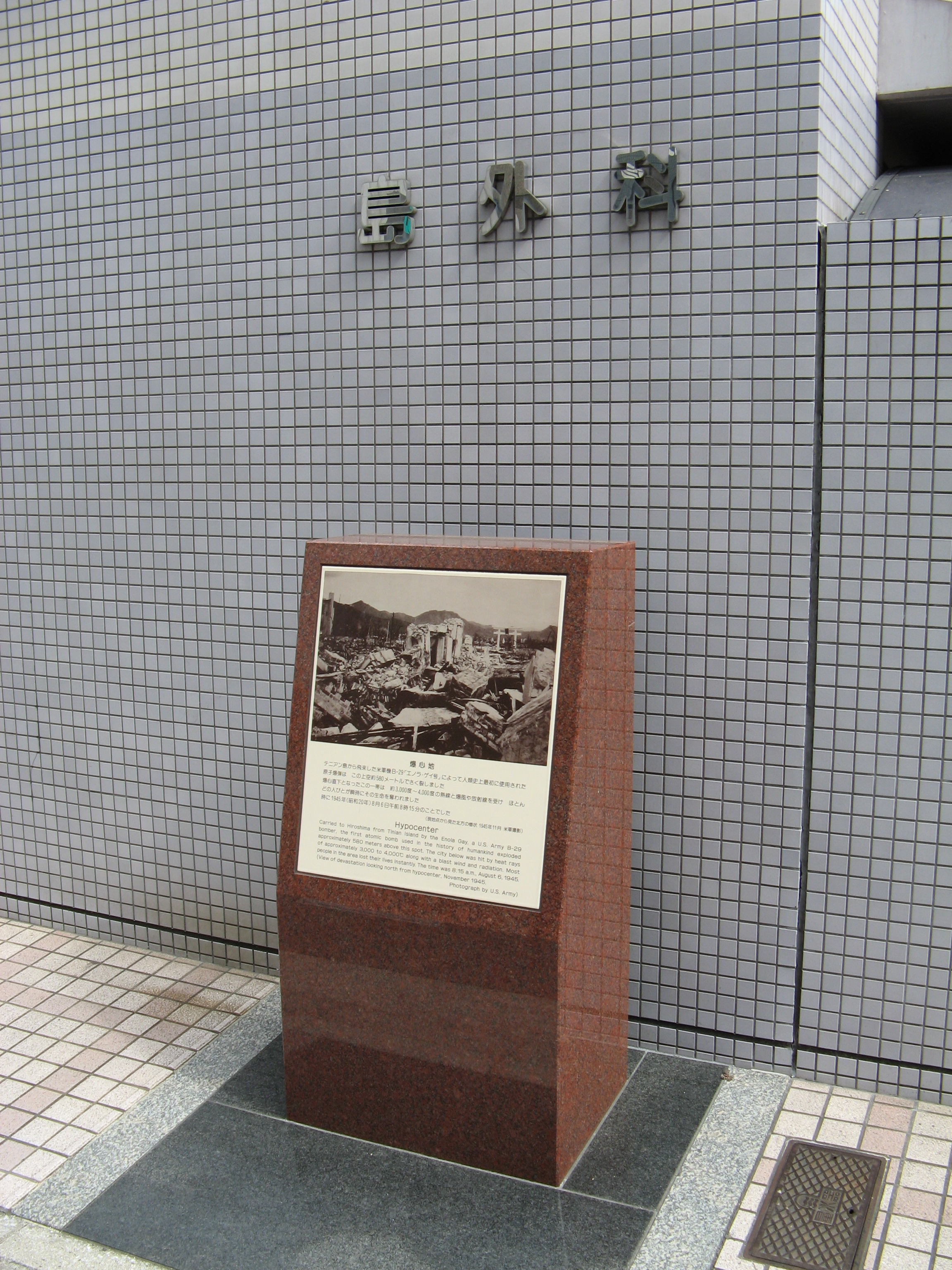
島外科時代の看板と爆心地を示すモニュメント
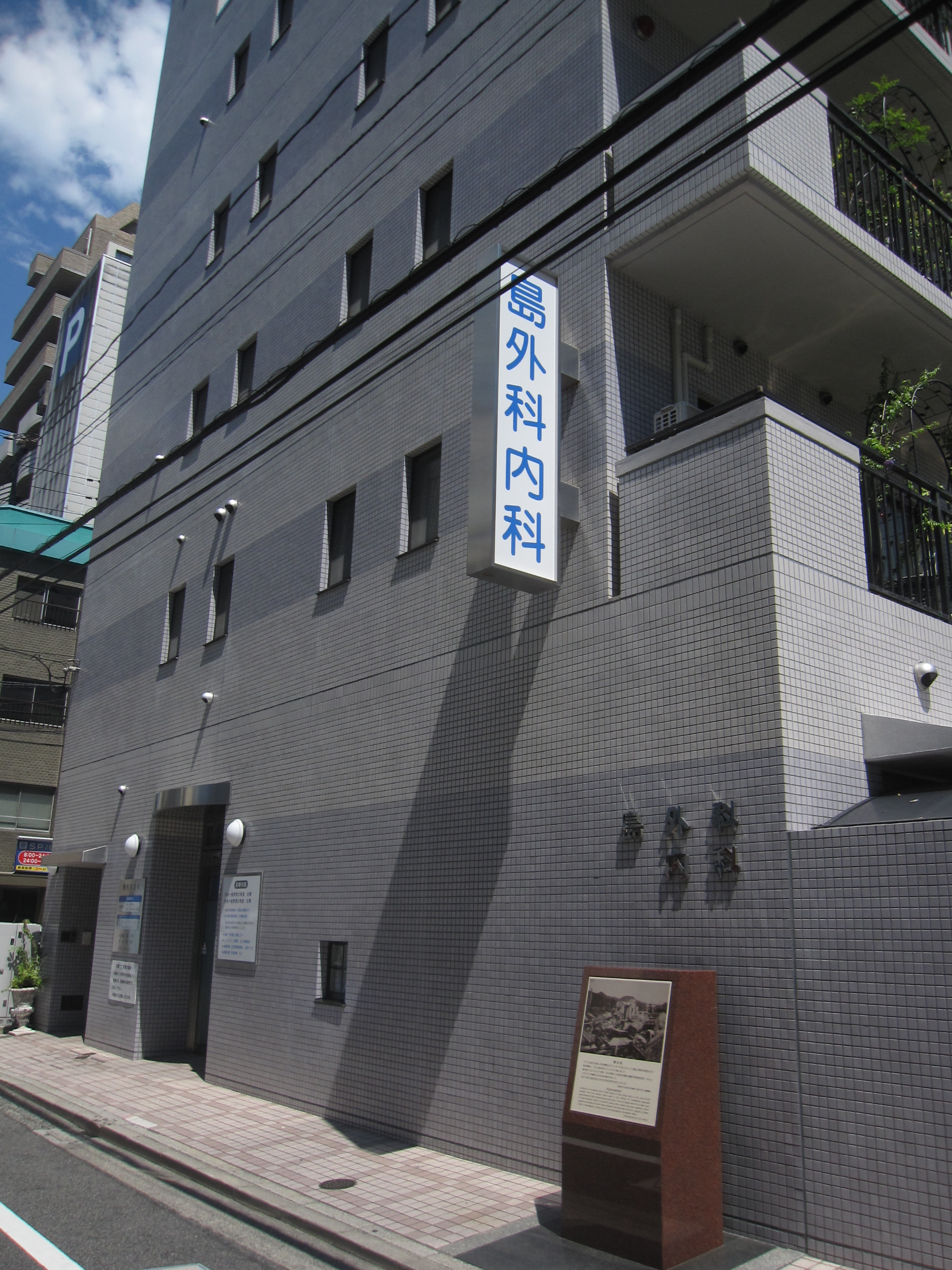
島外科内科時代
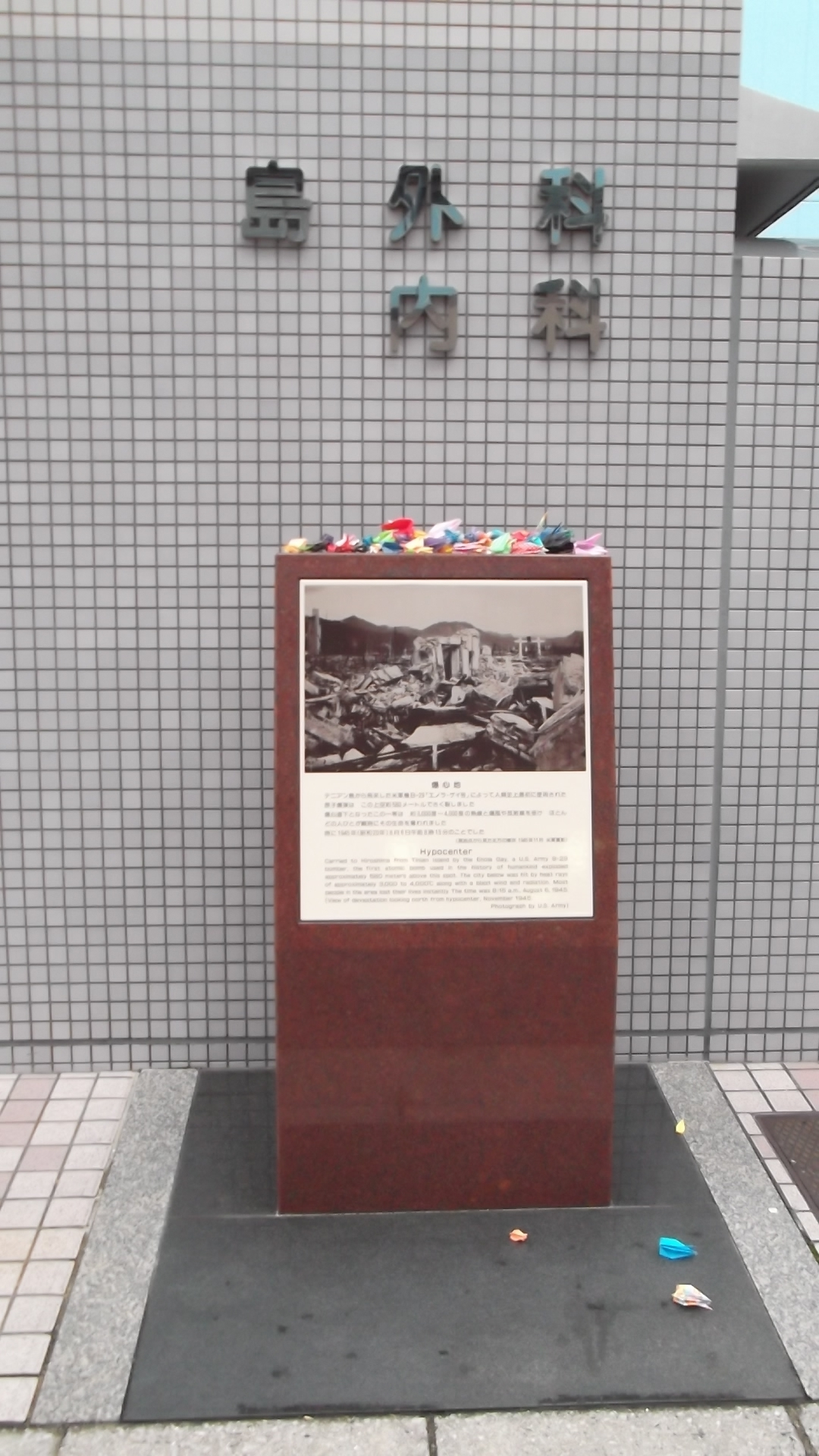
島外科内科時代の看板と爆心地を示すモニュメント

## 交通アクセス
- 広島電鉄本線（2号線）原爆ドーム前電停下車徒歩3分